# 十輪寺 (埼玉県小鹿野町)
十輪寺（じゅうりんじ）は、埼玉県秩父郡小鹿野町にある真言宗智山派の寺院。

## 歴史
創建年代は不明である。中興したのは盛賢であることは分かっているが、盛賢もいつの時代の人物であるかは不明である。かつては約5町（約545メートル）北に位置していたが、享保年間（1716年 - 1736年）に現在地に移転した。

## 補陀場十五番
当寺の門の前には、いくつかの石碑がある。その中に「補陀場十五番」と刻まれた石碑がある。「補陀場」とは秩父三十四箇所のことである。現在、秩父三十四箇所の第15番札所は少林寺であるが、かつては「蔵福寺」が第15番札所であった。蔵福寺は秩父神社の別当寺であり、明治初期の神仏分離の際に廃寺となってしまった。当寺の末寺の「泉蔵院」も秩父神社にあり廃寺となった。当寺では、撤去費用10両を秩父神社に支払い、蔵福寺と泉蔵院の什物を引き取った。「補陀場十五番」の石碑は、この故事に由来する。
当寺の本尊は、かつては阿弥陀如来であったが、1883年（明治16年）の火災で焼失し、現在は十一面観音が本尊となっている。これは蔵福寺か泉蔵院にあったものといわれている。

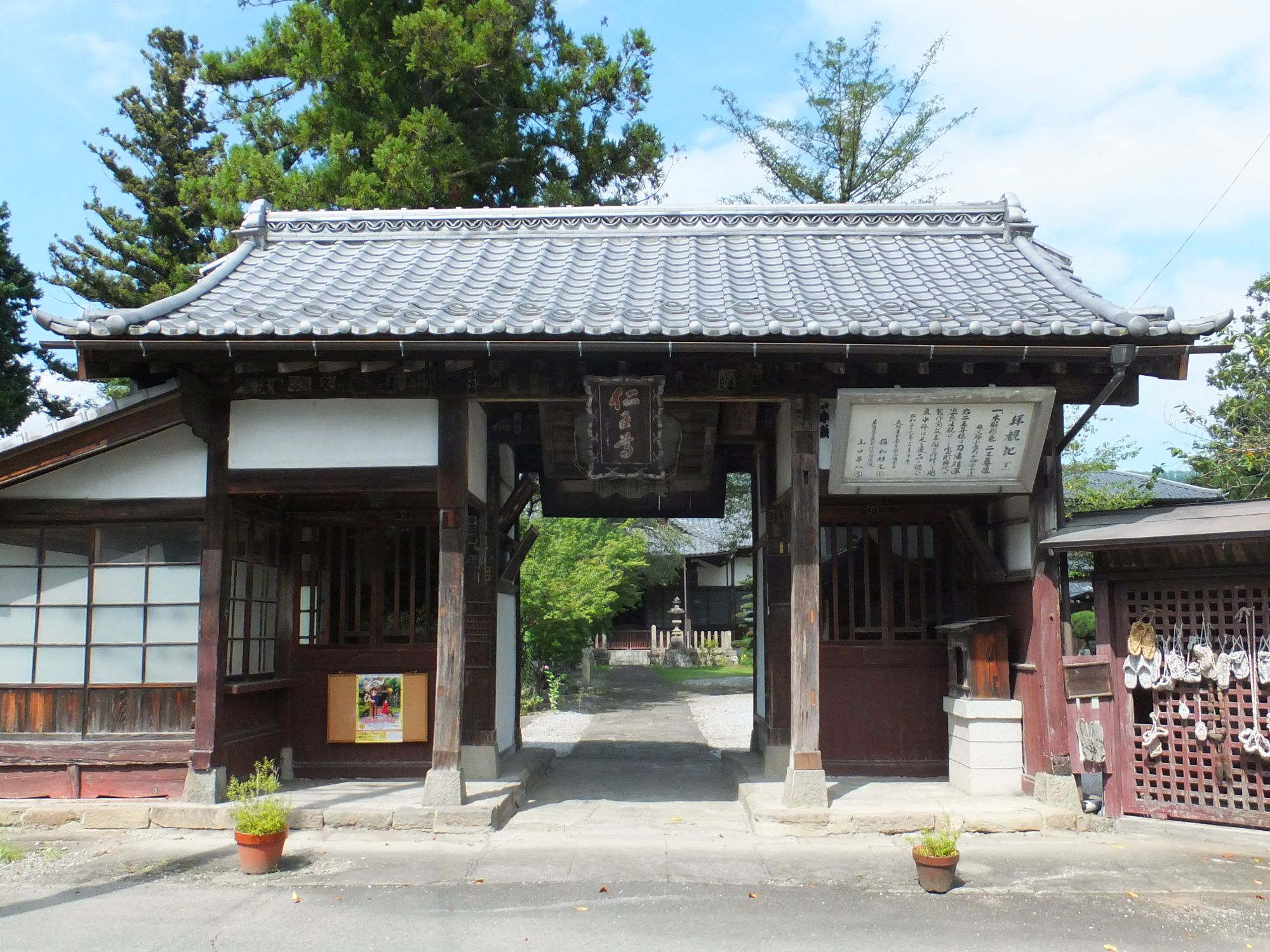
仁王門
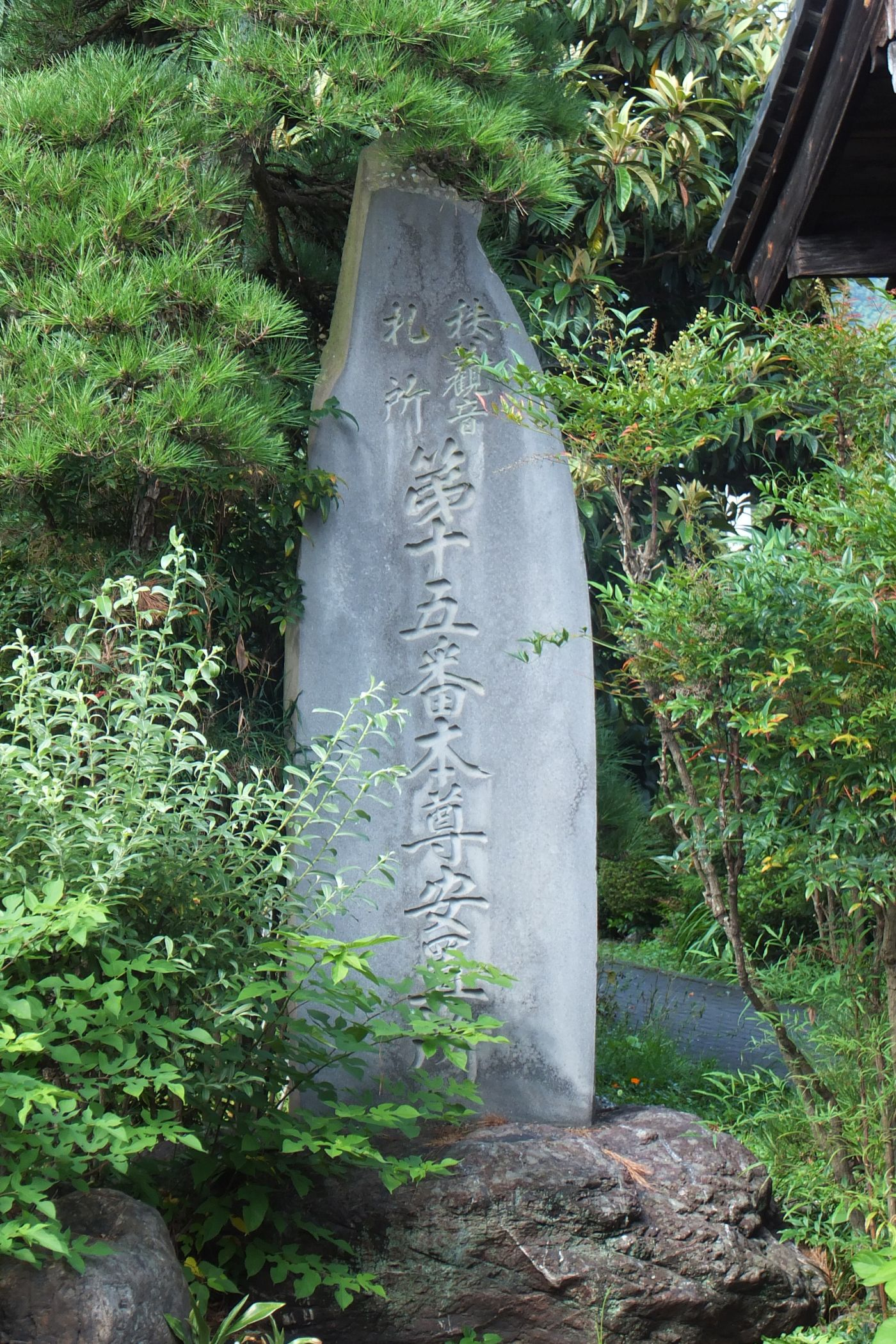
門前の石碑

## 文化財
- 絹本着色十三仏像（埼玉県指定有形文化財 昭和29年10月23日指定）[3]
- 木造金剛力士立像（埼玉県指定有形文化財 昭和38年3月29日指定）[4]
- 木造十一面観音坐像（小鹿野町指定文化財 昭和34年8月24日指定）[2]

## 交通アクセス
- 秩父蒔田ICより車11分
- 西武秩父駅または秩父駅より西武観光バス「小鹿野車庫・栗尾ゆき」にて「小鹿野町」下車 徒歩2分